# Terrasson-Lavilledieu
Terrasson-Lavilledieu är en kommun i departementet Dordogne i regionen Nouvelle-Aquitaine i sydvästra Frankrike. Kommunen ligger i kantonen Terrasson-Lavilledieu som tillhör arrondissementet Sarlat-la-Canéda. År 2022 hade Terrasson-Lavilledieu 6 262 invånare.

## Befolkningsutveckling
Antalet invånare i kommunen Terrasson-Lavilledieu
Referens:INSEE